# OMV
OMV (нем. Österreichische Mineralölverwaltung AG) — австрийская нефтегазовая компания со штаб-квартирой в Вене, крупнейшая в Центральной Европе (с 2020 года). Штаб-квартира — в Вене. В списке крупнейших компаний мира Forbes Global 2000 за 2022 год заняла 387-е место (265-е по размеру выручки, 461-е по чистой прибыли, 598-е по активам и 1065-е по рыночной капитализации).

## История
Компания была создана 3 июля 1956 года под названием Österreichische Mineralölverwaltung Aktiengesellschaft (ÖMV AG), её предшественником было «Советское управление по добыче полезных ископаемых» (SMV), которое контролировалось советскими властями до 1955 года.
В 1960 году был введён в эксплуатацию нефтеперерабатывающий завод Швехат к юго-востоку от Вены, а в 1968 году был подписан первый контракт на поставку природного газа с СССР. В конце 1987 году компания была частично приватизирована, 15 % акций ÖMV были размещены на фондовой бирже. В 1989 году ÖMV приобрела 25-процентную долю в датской группе по производству пластмасс Borealis. Первая заправочная станция ÖMV открылась 26 июня 1990 года в Вене-Аухоф. В том же году ÖMV приобрела Chemie Linz (которая позже была включена в Borealis).
В конце 1994 года Международная нефтяная инвестиционная компания (IPIC) из Абу-Даби приобрела 19,6 % акций группы. В ходе интернационализации название группы «ÖMV» в 1995 году было упрощено до «OMV», поскольку символ умлаут (Ö) малоупотребителен вне немецкоязычных стран. В начале 2000-х годов компания начала расширяться в Восточную Европу: в 2000 году компания приобрела 10 % венгерской группы по производству минеральных масел MOL, в 2003 году OMV также приобрела подразделение разведки и добычи немецкой Preussag Energie и продолжила расширять сеть заправочных станций. В 2004 году OMV стала лидером рынка в Центральной и Восточной Европе благодаря приобретению 51 % румынской нефтегазовой группы Petrom. В том же году OMV увеличила акционерный капитал, с тех пор на бирже торгрвались более 50 % акций. После продажи 50 % дочерней компании Agrolinz Melamine компании IPIC в 2005 году Borealis была поглощена полностью. В 2006 году OMV приобрела 34 % акций турецкой нефтяной компании Petrol Ofisi.
В 2006—2010 годах OMV вела бизнес в России: ей принадлежали доли в ряде компаний, имевших лицензии на разведку и добычу углеводородов в Саратовской области и Республике Коми. В 2010 году компания избавилась от российских активов. В 2007 году доля в венгерской MOL была увеличена до 20 %, но, не сумев купить компанию полностью, OMV в 2009 году продала весь свой пакет акций. В 2011 году доля в Petrol Ofisi была увеличена до 97 %.
В октябре 2013 года OMV приобрела у норвежской Statoil долю в нефтегазовых месторождениях в территориальных водах Норвегии и Великобритании (к западу от Шетландских островов). На тот момент это было крупнейшее приобретение в истории компании (2,65 мдрд долларов). Продажа 45 % акций немецкого нефтеперерабатывающего завода Bayernoil компании Varo Energy была завершена в июне 2014 года. В 2015 году OMV увеличила свою долю в Petrol Ofisi до 100 %, но в 2017 году продала её группе Vitol за 1,368 млрд евро. Также в 2017 году OMV подписала соглашение о финансировании с Nord Stream 2 AG вместе с Engie, Shell, Uniper и Wintershall. Газопровод «Северный поток — 2» протяженностью 1220 км прошёл от побережья России через Балтийское море в Германию. Кроме этого, была куплена 25-процентная доля в Южно-Русском нефтегазовом месторождении.
В 2019 году OMV и Sapura Energy Berhad создали совместное предприятие SapuraOMV Upstream Sdn. Bhd. В том же году OMV приобрела 15-процентную долю в ADNOC Refining в Объединённых Арабских Эмиратах. В марте 2020 года OMV подписала соглашение об увеличении своей доли в Borealis: OMV, ранее владевшая 36 % акций Borealis, приобретет дополнительные 39 %, увеличив свою долю до 75 %;это приобретение стало крупнейшим в истории компании и увеличило роль нефтехимии в выручке компании. В декабре 2020 года OMV продала 285 АЗС в Германии британской EG Group.
В декабре 2020 года OMV вместе со своим партнером Verbund ввела в эксплуатацию крупнейшую на тот момент солнечную электростанцию в Австрии в Шёнкирхене (Нижняя Австрия). В мае 2021 года VERBUND завершила сделку по приобретению 51 % доли OMV в Gas Connect Austria. В июне 2021 года Альфред Стерн был назначен новым генеральным директором OMV. Тогда же MOL Group приобретела бизнес OMV в Словении.
В марте 2022 года OMV сообщила об прекращении дальнейших инвестиций в России.
В июле 2023 года глава компании Альфред Штерн заявил, что OMV продолжить покупать российский газ до тех пор, пока Газпром будет его поставлять. OMV стала одной из компаний, которая согласилась платить за поставки газа в рублях.
В ноябре 2024 года OMV получила от Газпрома уведомление о прекращении поставок с 16 числа. Это произошло через сутки после того, как компания выиграла суд из-за прекращения поставок в 2022 году. OMV намерена взыскать с контрагента 230 миллионов евро, не считая накладных расходов.

## Собственники и руководство
Государственная компания OIAG владеет 31,5 % акций OMV, 50,9 % находятся в свободном обращении.
Генеральные директора:
- 1956—1957: Игнац Коек
- 1957—1965: Фриц Хойнигг
- 1965—1982: Людвиг Бауэр
- 1982—1989: Герберт Каес
- 1989—1992: Зигфрид Мейзель
- 1992—2001: Ричард Шенц
- 2001—2011: Вольфганг Руттенсторфер
- 2011—2015: Герхард Ройсс
- 2015—2021: Райнер Зеле
- с 2021 года: Альфред Стерн.

Председатели наблюдательного совета:
- 2016—2019: Петер Лешер
- 2019—2020: Вольфганг К. Берндт.
- с сентября 2020 года: Марк Гарретт.

## Деятельность

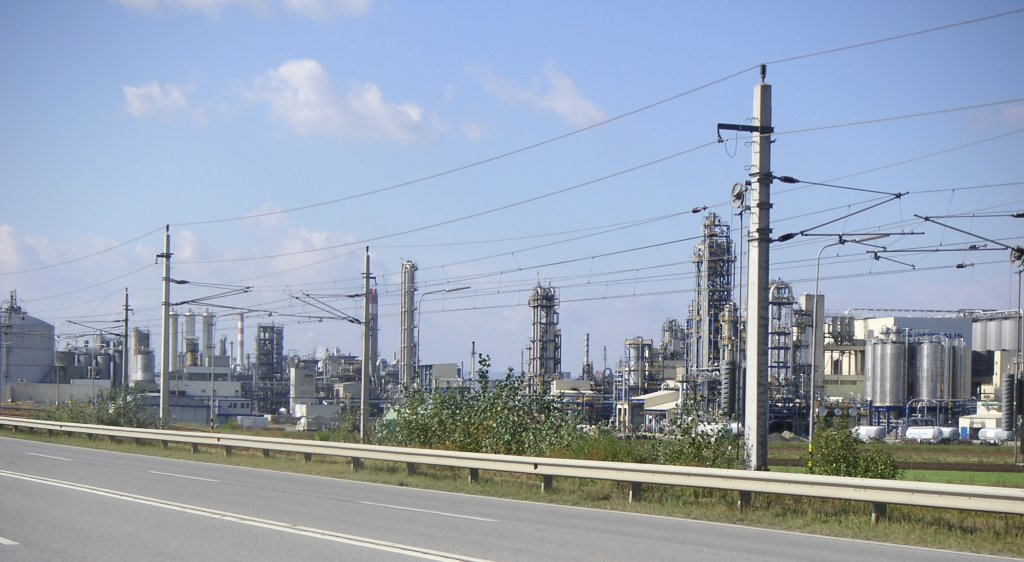
Нефтеперерабатывающий завод OMV в Швехате

Среднесуточная добыча в 2021 году состааляла 486 тысяч баррелей в нефтяном эквиваленте, из них 59 % — природный газ. Средняя себестоимость 1 барреля — 6,7 долларов. Основные регионы добычи: Румыния (46,4 тыс. баррелей), Россия (35,1 тыс. баррелей), Норвегия (32,3 тыс. баррелей), Малайзия (12,4 тыс. баррелей), Новая Зеландия (12,1 тыс. баррелей), Ливия (12,0 тыс. баррелей), ОАЭ (10,8 тыс. баррелей), Австрия (7 тыс. баррелей), Тунис (3,8 тыс. баррелей), Ирак (3,6 тыс. баррелей), Йемен (1,1 тыс. баррелей), Казахстан (0,8 тыс. баррелей).
Компании принадлежит 3 НПЗ в Австрии, Германии и Румынии, а также 15-процентная доля в ADNOC Refining (ОАЭ), общая производительность — 500 тыс. баррелей в сутки; заводы в Австрии и Германии производят как нефтепродукты, так и нефтехимическую продукцию. Дочерняя компания Borealis является одним из урупнейших в мире производителей полиолефинов, а также другой нефтехимии. Розничная сеть компании насчитывает 2100 АЗС, компания поставляет газ в 9 стран Европы и Турцию.
Выручка за 2021 год составила 35,6 млрд евро, основными рынками являются Германия (8,5 млрд евро), Австрия (5,3 млрд евро), Румыния (4,4 млрд евро), Норвегия (1,0 млрд евро), ОАЭ (0,8 млрд евро), Россия (0,6 млрд евро), Новая Зеландия (0,4 млрд евро).
OMV принадлежат газопроводы протяжённостью 2000 км, компания продаёт в год около 40 млрд кубометров газа. Доказанные запасы углеводородов компании на конец 2021 года состааляли 1,295 млрд баррелей нефтяного эквивалента.

## Критика
В прошлом OMV критиковали в первую очередь за участие в делах Судана. В сентябре 2007 года OMV подписала предварительный контракт с Национальной иранской нефтяной компанией, который, по данным иранских СМИ, должен охватывать объём бизнеса в 22 миллиарда евро в течение 25 лет. В то время как австрийское правительство приветствовало переговоры по контракту с оправданием большей независимости от российских поставок, проект столкнулся с правительством США и различными организациями, такими как, например, B. Всемирный еврейский конгресс Под массовую критику OMV попросили отказаться от бизнеса. В ответ на соответствующие протесты перед годовым общим собранием 2008 г. руководитель OMV Руттенсторфер ответил, что сделка ещё не предвидится и что цель состоит в том, чтобы обеспечить большую независимость энергоснабжения от поставок из России. Кроме того, дорогостоящая попытка поглощения со стороны венгерского конкурента MOL была встречена критикой на годовом общем собрании.
Летом 2019 года OMV планировала начать бурение на нефть у берегов Новой Зеландии. Экологическая организация Гринпис раскритиковала эти усилия из-за постоянной популяции дельфинов и синих китов. Все остальные крупные нефтяные компании уже ушли из Новой Зеландии. Австрийский референдум по климату также подчеркнул вредные для климата последствия добычи нефти и охарактеризовал планы бурения в радиопередаче как «непревзойденную безответственность». Тот факт, что OMV объявила в ноябре 2019 года о продаже нефтяного месторождения, был недостаточен для Гринпис, поскольку бурение нефтяных и газовых скважин все ещё планируется, а OMV по-прежнему владеет двумя газовыми месторождениями.